# Judith Krantz
Judith Krantz (nata Tarcher; New York, 9 gennaio 1928 – Los Angeles, 22 giugno 2019) è stata una scrittrice e giornalista statunitense.
Diplomata al Wellesley College, giornalista per Good Housekeeping, McCall's, Ladies' Home Journal e Cosmopolitan, è stata autrice di dieci romanzi, pubblicati in Italia da Mondadori.
Molte delle sue opere hanno ricevuto una trasposizione a miniserie televisiva, tra cui La figlia di Mistral. Nel 1992 scrisse una soap opera originale, Secrets, trasmessa in Italia da Rai 2.
Nonostante abbia iniziato a dedicarsi alla narrativa solo attorno ai 50 anni, il suo romanzo d'esordio, Scrupoli, entrò immediatamente nella lista dei bestseller del New York Times e venne tradotto in oltre 50 lingue, divetando un caso editoriale che ha contribuito a definire un nuovo sottogenere letterario nell'ambito del romanzo rosa: il cosiddetto bonkbuster (anche detto romanzo "sesso e shopping"). 
Contribuì perciò a innescare un cambiamento duraturo nell'industria editoriale, diventando una delle prime autrici di successo a promuovere le sue opere attraverso tour letterari e attività promozionali, guadagnandosi l'appellativo di "superstar della narrativa".
In seguito scrisse un'altra decina di romanzi, fra cui Princess Daisy, suo secondo bestseller, il cui anticipo le valse la cifra record, per l'epoca, di 5 milioni di dollari, stando alla sua autobiografia.

## Biografia

### Origini
Judith Krantz nacque come Judith Bluma-Gittel Tarcher il 9 gennaio 1928 a New York, da Jack D. Tarcher, dirigente pubblicitario e Mary Braeger, avvocata ebreo-lituana. Autodefinendosi la ragazza "più giovane, bassa e intelligente" del suo anno, Judith si diplomò a 16 anni alla Birch Wathen School, per poi proseguire gli studi al Wellesley College.
Nel 1992, in un'intervista al Boston Globe, Judith Krantz rivelò che i suoi obiettivi principali al college erano, nell'ordine: "Uscire con il maggior numero possibile di ragazzi, leggere tutti i romanzi della biblioteca e laurearsi". 
Soprannominata "Torchy", raggiunse il primo obiettivo diventando nota, nel suo dormitorio, come l'unica ragazza ad aver avuto tredici appuntamenti consecutivi con tredici ragazzi diversi. Tuttavia, i suoi risultati accademici non erano altrettanto brillanti: ad eccezione di una A+ in inglese, la sua media oscillava tra la B e la C. Al secondo anno, ebbe l'opportunità di migliorare il suo rendimento iscrivendosi a un corso di scrittura creativa, ma il professore, a causa della sua scarsa ortografia, si rifiutò di darle una A, assegnandole invece una B "come lezione". Judith affermò che questa esperienza la tenne lontana dalla scrittura per i successivi 30 anni.
Laureatasi nel 1948, Judith si trasferì a Parigi, dove lavorò nel campo delle pubbliche relazioni e del giornalismo di moda. Dichiarò di aver amato quel periodo della sua vita, in cui poteva vestire capi d'alta moda e partecipare a eventi esclusivi, incontrando personaggi del calibro di Marlene Dietrich, Orson Welles e Hubert de Givenchy.

### Giornalista
Dopo un anno, rientrò a New York, dove continuò la sua carriera giornalistica. Ottenne un posto nella redazione della rivista Good Housekeeping e presto venne promossa a editor della sezione moda, firmando diversi articoli.
Nel 1953, ad una festa per il 4 luglio organizzata dalla sua ex compagna di scuola Barbara Walters, Judith conobbe Steve Krantz, produttore cinematografico, che sposò un anno dopo e da cui ebbe due figli. Dopo la prima gravidanza, Judith lasciò il suo lavoro, ma continuò a scrivere articoli in qualità di free-lance. Scrisse articoli per Maclean's, McCall's, Ladies' Home Journal e Cosmopolitan, dove pubblicò il più noto dei suoi pezzi, "Il mito dell'orgasmo multiplo", e intervistò diverse personalità della moda e dello spettacolo, soprattutto donne.

### Romanziera
Nel 1976, il marito di Judith decise di prendere lezioni di volo, lei si unì all'impresa, malgrado temesse le altezze. In seguito, decise di affrontare altre paure e, per la prima volta dal college, tentò di scrivere narrativa. In seguito dichiarò che suo marito la incoraggiava da anni, sostenendo avesse un talento naturale, e che lei alla fine lo assecondò solo per dimostrargli che aveva torto.
Completò il suo primo romanzo nel giro di nove mesi; venne pubblicato nel 1978 col titolo Scrupoli. Il libro divenne immediatamente un bestseller, esordendo al primo posto nella classifica pubblicata dal New York Times. Negli anni successivi ebbe due seguiti.
Da quel momento, si dedicò a tempo pieno alla carriera di autrice. Nel 1980 pubblicò il suo secondo titolo, Princess Daisy, il cui anticipo le valse la cifra record di 5 milioni di dollari. Anche questo esordì si primi posti in classifica e divenne presto un bestseller, paradossalmente sostenuto da una recensione particolarmente feroce di Clive James. In seguito scrisse altri otto romanzi, di cui tre rientranti nella top ten dei bestseller.
Si ritirò dalla scrittura a settant'anni, sostenendo di non aver più nulla da dire ai suoi lettori, concludendo la sua carriera ventennale con dieci titoli, oltre 80 milioni di copie vendute in 50 lingue e sette adattamenti dei suoi romanzi, oltre a una soap opera originale, Secrets.

### Altre attività
Judith Krantz fece parte del comitato Compassion & Choices, dedicato a promuovere la possibilità di scelta per i malati terminali, e del consiglio di amministrazione del Los Angeles Music Center.

## Vita privata
Nel 1954 Judith sposò il produttore cinematografico Steve Krantz, morto nel 2007 di polmonite. Hanno avuto due figli, Tony e Nicholas Krantz.
Judith era inoltre sorella di Jeremy P. Tarcher, autore New Age, sposato con la conduttrice televisiva Shari Lewis.
Judith Krantz morì il 22 giugno 2019 a 91 anni, nella sua casa a Bel Air, Los Angeles.

## Opere

### Romanzi
- Scrupoli, Sperling & Kupfer, 1978, ISBN 9788878240193. (Scruples, 1978)
- Princess Daisy, Mondadori, 1980, ISBN 978-8804182542. (Princess Daisy, 1980)
- La figlia di Mistral, Mondadori, 1986, ISBN 9788804255628. (Mistral's daughter, 1982)
- Conquisterò Manhattan, Mondadori, 1986, ISBN 978-8804320975. (I'll Take Manhattan, 1986)
- Fino al prossimo incontro, Mondadori, 1995, ISBN 9788804403838. (Till We Meet Again, 1988)
- La signora della casa grande, Mondadori, 1993, ISBN 978-8804370734. (Dazzle, 1990)
- Scrupoli 2, Mondadori, 1994, ISBN 9788804390732. (Scruples Two, 1992)
- Amanti - Scrupoli 3, Mondadori, 1998, ISBN 9788804393658. (Lovers, 1994)
- Collezione di primavera, Mondadori, 1998. (Spring Collection, 1996)
- The Jewels of Tessa Kent, Bantan, 1998, ISBN 9780553561371. (inedito in Italia)

### Autobiografia
- Sex And Shopping: the Confessions of a Nice Jewish Girl: An Autobiography, St Martin Press, 2000, ISBN 9780312273286. (inedita in Italia)

### Televisione
- Judith Krantz's "Secrets" (miniserie originale, 1992)
- Torch Song (film TV, 1993)

## Adattamenti
- Scruples (miniserie, 1980)
- La principessa Daisy (miniserie, 1983)
- La figlia di Mistral (miniserie, 1984)
- Conquisterò Manhattan (miniserie, 1987)
- Fino al prossimo incontro (miniserie, 1989)
- Dazzle (miniserie, 1995)